# Ophrys lupercalis
Ophrys lupercalis is een Europese orchidee. De soort behoort tot de 'bruine ophryssen' van de Ophrys fusca-groep. De plant wordt gekenmerkt door een bruine bloemlip die door een longitudinale groef in twee verdeeld is. Het is een van de vroegstbloeiende spiegelorchissen, die soms al in februari in bloei staat.
Het is een soort van het westelijke Middellandse Zeegebied.

## Naamgeving enetymologie
- Synoniem: Ophrys fusca Link (1800)
- Frans: Ophrys des lupercales

De botanische naam Ophrys stamt uit het Oudgrieks en betekent ‘wenkbrauw’, wat zou moeten slaan op de behaarde lip. De naam wordt reeds gebruikt door Plinius de oudere (23-79 v.Chr.) in zijn Naturalis Historia, alhoewel hij er waarschijnlijk een andere plant mee aanduidde. De soortaanduiding lupercalis slaat op de Lupercalia, een feest dat in de klassieke oudheid door de Romeinen werd gevierd in februari, wat refereert aan de vroege bloeitijd van de soort.

## Kenmerken

### Habitus
Ophrys lupercalis is een overblijvende, niet-winterharde geofyt. Het is een kleine (maximaal 25 cm) maar forse plant met twee tot vier middelgrote, weinig opvallende groen en bruine bloemen in een korte, dichtbebloemde aar.

### Bloemen
De bloemen zijn tot 2,2 cm groot, met lichtgroene kelkbladen waarvan het bovenste als een afdakje over het gynostemium gebogen is. De bovenste kroonbladen zijn kleiner, smaller en eveneens groen.
De lip is veel groter dan de andere bloembladen (tot 18 mm lang), drielobbig, met kleine zijlobben die ver uiteen staan, iets langer dan breed, licht convex, bruin fluweelachtig behaard. De middenlob heeft aan de basis een opvallende longitudinale groef, die tot in het centrale gedeelte loopt, en is aan de top licht V-vormig gespleten. De basis van de lip is geel gekleurd en draagt grove uitstulpingen die soms uitlopen tot halverwege de lip. Het speculum bestaat uit twee losse of verbonden delen aan beide kanten van de groef en is zilvergrijs gekleurd met bruine of helrode vlekken of strepen. De lip heeft een smalle gele of rode rand. Er is geen aanhangsel.
De bloeitijd is van februari tot april.

## Voortplanting
Ophrys lupercalis wordt bestoven door zandbijen uit het geslacht Andrena, zoals Andrena nigroaenea.
Voor details van de voortplanting, zie spiegelorchis.

## Habitat
Ophrys lupercalis geeft de voorkeur aan kalkrijke, droge bodems op zonnige of halfbeschaduwde plaatsen, zoals kalkgraslanden, garrigues, maquis, lichte naaldbossen en verlaten landbouwterrassen. In middelgebergtes komt de soort voor tot op hoogtes van 1200 m.

## Verspreiding en voorkomen
Ophrys lupercalis is een soort van het westelijk Middellands Zeegebied, van Algerije over Portugal tot Italië. Ze is plaatselijk voorkomend en kan abundant zijn.
In Frankrijk komt ze voor langs de Middellandse Zeekust en tegen de Pyreneeën, noordelijk tot in Auvergne en Poitou-Charentes en in Corsica.

## Verwantschap en gelijkende soorten
Ophrys lupercalis wordt samen met een aantal sterk gelijkende soorten met bruine bloemen tot een groep binnen het geslacht Ophrys, sectie Pseudophrys gerekend, de groep Ophrys fusca of Ophrys obaesa. Andere taxonomen beschouwen deze soorten als ondersoorten van Ophrys fusca.
Naast de wat kleinere bloemen van O. lupercalis, die wat meer grijs bevatten dan die van O. fusca, is het vooral de bloeitijd die het onderscheid maakt: het is de vroegstbloeiende soort van deze groep.
Buiten deze soorten is er door de opvallende longitudinale groef in de lip nauwelijks verwarring met andere orchideeën mogelijk.

## Bedreiging en Bescherming
Ophrys lupercalis is in Frankrijk beschermd onder de naam O. fusca in de regio Auvergne, Centre-Val de Loire en Limousin.